# Marguerite Thibert
Paule-Lucie-Marguerite Javouhey conocida como Marguerite Thibert (Chalon-sur-Saône, 31 de enero de 1886 - París, 14 de noviembre de 1982) fue una activista feminista, pacifista y socialista. Funcionaria internacional de alto nivel en la Organización Internacional del Trabajo, miembro del secretariado permanente de la organización tuvo un papel estratégico en la conexión de redes internacionales en defensa de los derechos de las mujeres. En los años 60 militó en el Mouvement Démocratique Féminin formando a sus compañeras en temas de mujeres y trabajo y fue miembro del colectivo del secretariado nacional para la acción de la mujer del Partido Socialista y miembro del Consejo de la promoción de las mujeres en el contra-gobierno.

## Biografía
Marguerite Thibert nació en el seno de una familia muy católica de la mediana burguesía comerciante. Una de sus ancestras era Anne-Marie Javouhey (1779-1851) fundadora de la orden de monjas de la abadía de Cluny. Fue un tío quien la inició en las ideas sociales y el jauresismo. Estudió el bachillerato a escondidas y aprobó en 1912, año en el que se casó con un estudiante de arquitectura, George Thibert con quien tuvo una hija en 1913 y del que enviudó en 1915a causa de la meningitis tuberculosa. Pasó la segunda parte del bachillerato en 1916, en Dijon, luego se trasladó a París.
Inició los estudios de letras mientras era profesora en el colegio Sévigné, una institución pionera en educación para las niñas.
Obtuvo una licenciatura en filosofía y un doctorado en letras en 1926. Defendió una tesis titulada Le Féminisme dans le socialisme français de 1830 a 1850, publicada por Editions Giard en París en 1926.

## Organización Internacional del Trabajo
En enero de 1926 aceptó la propuesta de su director de tesis, Célestin Bouglé, de un trabajo temporal en Ginebra en la Oficina Internacional del Trabajo, órgano ejecutivo de la joven Organización Internacional del Trabajo cuyos objetivos de paz y justicia social corresponden a sus ideas progresistas. Amiga del matrimonio Puech - Marie-Louise Puech es secretaria general de la Union Féminine pour la Société des Nations - Thibert es miembro del Comité de la asociación, adherente a la Unión Francesa para el Sufragio Femenino y de la Asociación de Mujeres Licenciadas de las Universidades.
Lucha por la mejora de las carreras profesionales de las mujeres y por ser contratada como funcionaria. En 1931 fue responsable de los temas de la mujer y el trabajo infantil. Asumió la política proteccionista de la institución en materia de trabajo femenino -especialmente la prohibición del trabajo de noche en la industria- y se opone a las militantes del Open Door International que rechaza toda legislación basada en el sexo pero combate toda restricción del trabajo de las mujeres en tiempos de crisis.
Trabajó en la OIT de Ginebra, bajo la supervisión del geógrafo y sociólogo francés Fernand Maurette elaborando diversos textos: La Réglementation des migrations, Droit international  (1928), el Reglamento del Trabajo de la Mujer (1931) que incluía la prohibición del trabajo nocturno o El estatus legal de las trabajadoras  (1938).

## Activista feminista
Marguerite Thibert fue miembro de varias organizaciones de mujeres nacionales e internacionales y realizó numerosas campañas por los derechos de las mujeres y la igualdad de oportunidades y salarios en el trabajo. Ella está en el origen de la prohibición del trabajo nocturno de las mujeres. Puso sobre la mesa el problema de la falta de trabajos para las mujeres en la propia OIT.
En abril de 1933 publicó en la Revista Internacional del Trabajo el artículo «Crisis económica y trabajo femenino» que fue especialmente apreciado por las organizaciones nacionales e internacionales que frecuenta en Ginebra.
Promueve un "feminismo de expertise" fundamentado en la experiencia profesional y la especialización, opuesto a las figuras más clásicas de la primera ola del feminismo como el de Cécile Brunschvicg o Germaine Malaterre-Sellier. Pero privilegia la solidaridad para ayudar a los refugiados españoles o salvar del nazismo a las mujeres judías que le piden ayuda.
Marguerite Thibert estudió el análisis político de Flora Tristan sobre la condición de las mujeres en la sociedad, en la que son consideradas inferiores por los hombres, e incluso por las mujeres.
Con la Segunda Guerra Mundial, la dirección de la OIT se instala en Canadá y ella asume en 1947 la jefatura de sección en la OIT en Montreal. Más tarde durante dos décadas trabajará como experta en programas de formación profesional femenina de jóvenes. En 1966, estuvo a cargo de una experiencia sobre el preaprendizaje de niñas en Argelia.
Instalada definitivamente en París a partir de 1955 continuará siendo una activista de la escena mundial soñando un acercamiento entre las mujeres del Oeste y las del Este. Se sumó desde un principio a las Amitiés franco-vietnamiennes. Aportó su experiencia al Comité (consultativo) del trabajo femenino que lucha a partir de 1965 en favor de la igualdad profesional y se sumó al Mouvement Démocratique Féminin, organización feminista y socialista creada en 1962 formando a sus compañeras Marie-Thérèse Eyquem, Yvette Roudy, Colette Audry, Évelyne Sullerot, Madeleine Guilbert, Gisèle Halimi, Andrée Michel en materia de trabajo.
También militó en la sección francesa de la Liga Internacional de Mujeres por la Paz y la Libertad.
Para Thibert la prioridad era el avance de los derechos de las mujeres en el trabajo frente a las reivindicaciones en 1970 en materia de derechos sexuales y reproductivos.
En 1970 fue una de las ocho firmantes de una carta dirigida al gobernador de Nueva York Rockefeller pidiendo rechazar la extradición de Angela Davis "para que no corra el riesgo de la pena capital". Las otras firmantes fueron: Geneviève Anthonioz-de Gaulle, Jeanne Brutelle, Marie-José Chombart de Lauwe, Marcelle Devaud, Marie-Thérèse Eyquem, Germaine Tillion, y Marie-Claude Vaillant-Couturier.
Fue miembro del colectivo del secretariado nacional para la acción de la mujer del Partido Socialista y miembro del Consejo de la promoción de las mujeres en el contra-gobierno.
En 1978 Marie-Thérès Eyquem en el artículo Le P.S. et les femmes menciona a Marguerite Thiberte a la que considera «la feminista más grande de nuestro tiempo, unánimemente apreciada y respetada».

## Reconocimientos póstumos
Desde mediados de la década de 1990, el Espace Simone-de-Beauvoir de Nantes (espacio asociativo para la defensa y promoción de los derechos de las mujeres) organiza un concurso otorgando el "Premio Marguerite Thibert" a mujeres mayores de 18 años, en formación inicial o continua, técnica o profesional. El premio Marguerite Thibert tiene como objetivo destacar a una mujer comprometida con un proyecto profesional que tradicionalmente no es femenino.
En 2019 en Ginebra, la asociación Escouade, como parte del proyecto 100elles, cambia temporalmente el nombre de la rue de Vermont a su nombre.

## Documental
Marguerite Thibert es incluida en el documental « Simone, Louise, Olympe et les autres... » (2018) de Mathilde Damoisel.